# قائمة موزعي الأفلام حسب البلد
هذه قائمة من موزعي الأفلام مرتبة أبجديا حسب البلد.

## ألبانيا
- يونايتد إنترناشونال بيكتشرز
- Constantin Film

## الأرجنتين
- والت ديزني ستوديوز موشن بيكشرز
- وارنر برذرز
- سوني بيكتشرز إنترتينمنت[1]
- تونتيث سينتشوري فوكس
- يونايتد إنترناشونال بيكتشرز
- Argentina Sono Film
- يونايتد آرتيست
- Cinema International Corporation
- كولومبيا بيكتشرز
- Lumiton
- مترو غولدوين ماير (MGM)
- Pachamama Cine
- باراماونت بيكتشرز
- آر كي أو بيكتشرز
- يونيفرسال ستوديوز
- وارنر برذرز-كولومبيا بيكتشرز Films

## أستراليا
- Antidote Films  [لغات أخرى]‏
- مادمان إنترتنمنت
- فيلاج رود شو بيكتشرز
- باراماونت بيكتشرز/يونيفرسال ستوديوز
- ليونزغيت إنترتاينمنت
- تونتيث سينتشوري فوكس/مترو غولدوين ماير
- جون إل. سيمبسون
- والت ديزني ستوديوز موشن بيكشرز
- Hoyts Distribution  [لغات أخرى]‏/سوني بيكتشرز إنترتينمنت
- Leap Frog Films
- Palace Films and Cinemas

## البرازيل
- والت ديزني ستوديوز موشن بيكشرز
- وارنر برذرز
- سوني
- تونتيث سينتشوري فوكس
- كولومبيا بيكتشرز
- يونايتد إنترناشونال بيكتشرز

## كندا
- Brightlight Pictures
- ايليفيشن بيكتشرز  [لغات أخرى]‏
- إنترتينمت وان  [لغات أخرى]‏
- Mongrel Media
- Multiple Media Entertainment
- المجلس الوطني لأفلام كندا
- Phase 4 Films
- Les Films Séville (owned by إنترتينمت وان  [لغات أخرى]‏)
- تيل تون
- وارنر برذرز
- VVS Films

## الصين
- علي بابا بيكتشرز  [لغات أخرى]‏
- August First Film Studio
- Beijing Enlight Pictures
- شركة تشاينا فيلم غروب
- DMG Entertainment
- Fantasy Pictures
- Huaxia Film Distribution
- Huayi Brothers
- Le Vision Pictures
- Polybona Films
- Wanda Media

## الدنمارك
- نورديسك فيلم  [لغات أخرى]‏

## فنلندا
- Finnkino
- سف ستوديوز  [لغات أخرى]‏

## فرنسا
- ستوديو كنال
- باثى
- شركة أفلام غومونت
- Metropolitan Filmexport
- إم 6
- يونايتد إنترناشونال بيكتشرز

## ألمانيا والنمسا
- Constantin Film
- سوني بيكتشرز إنترتينمنت
- Filmverlag der Autoren
- ستوديو كنال
- Tobis
- Sascha-Film
- باراماونت بيكتشرز/يونيفرسال ستوديوز
- شركة يونيفيرسال فيلم
- والت ديزني ستوديوز موشن بيكشرز
- آر كي أو بيكتشرز GmbH
- وارنر برذرز
- تونتيث سينتشوري فوكس

## هونغ كونغ
- Cinema City International
- Golden Harvest  [لغات أخرى]‏
- JCE Movies Limited
- Media Asia

## سوريا
- المؤسسة العامة للسينما

## مصر
- المصرية لمدينة الإنتاج الإعلامي
- مصر للصوت والضوء والسينما
- المتحدة للخدمات الإعلامية
- الهيئة الوطنية للإعلام
- صوت القاهرة للصوتيات والمرئيات

## لبنان
- سيدار للفنون - صباح للاعلام[2]
- ام سي للتوزيع [3]

## السعودية
- شركة روتانا

## الهند
- Aascar Film Pvt. Ltd  [لغات أخرى]‏
- AVM Productions
- دارما للإنتاج
- إروس إنترناشيونال
- Excel Entertainment
- ستار ستوديوز
- Maxlab Cinemas and Entertainments
- PVR Pictures
- Rajshri Productions
- ريد تشيليز انترتينمنت
- Reliance Entertainment
- ساهارا وان
- Shemaroo Entertainment
- Sun Pictures
- تيبس فيلمز
- Ultra Media & Entertainment
- يو تي في مويشن بيكتشرز
- Viacom 18 Motion Pictures
- ياش راج فيلم

## إيطاليا
- De Laurentiis Entertainment Group
- Lux Film
- Metacinema
- سوني بيكتشرز إنترتينمنت
- راي
- راي (راديو تلفزيون إيطاليا)

## اليابان
- بانداي البصرية المحدودة
- توهو
- شوتشيكو
- كادوكاوا شوتين

## كوريا، جنوب
- سي جي انترتینمنت  [لغات أخرى]‏
- لوته انترتینمنت  [لغات أخرى]‏
- نكست إنترتينمنت ورلد  [لغات أخرى]‏
- شوباکس  [لغات أخرى]‏

## ماليزيا
- Golden Screen Cinemas
- Tanjong Golden Village
- MBO Cinemas

## المكسيك
- Filmex

## هولندا
- تونتيث سينتشوري فوكس
- A-Film
- BBI Films
- Benelux Film Distributors
- والت ديزني ستوديوز موشن بيكشرز
- Fortissimo Films
- فيلم مستقل
- ليونزغيت إنترتاينمنت
- مترو غولدوين ماير
- يونيفرسال ستوديوز/باراماونت بيكتشرز/سوني بيكتشرز إنترتينمنت
- وارنر برذرز

## نيجيريا
- Silverbird Film Distribution

## باكستان
- A-Plus Films  [لغات أخرى]‏
- ARY Films
- Footprint Entertainment
- Geo Films
- IMGC Global Entertainment
- Hum Films
- Six Sigma Entertainment
- سمت إنترتاينمنت
- شركة تلفزيون باكستان
- TVOne Films  [لغات أخرى]‏
- Urdu 1 Pictures  [لغات أخرى]‏

## الفلبين
- ABS-CBN Film Productions Inc. (d/b/a Star Cinema)  [لغات أخرى]‏
- OctoArts Films/Axinite Digicinema
- باراماونت بيكتشرز/يونيفرسال ستوديوز/ سوني بيكتشرز إنترتينمنت/والت ديزني ستوديوز موشن بيكشرز
- Regal Entertainment
- Solar Pictures  [لغات أخرى]‏
- Viva International Pictures  [لغات أخرى]‏/MVP Entertainment
- وارنر برذرز/تونتيث سينتشوري فوكس

## روسيا
- سويز مولتفيلم
- Bazelevs Distribution  [لغات أخرى]‏
- يونيفرسال ستوديوز
- والت ديزني ستوديوز موشن بيكشرز/سوني بيكتشرز إنترتينمنت
- تونتيث سينتشوري فوكس
- Caro Premiere/وارنر برذرز
- لين فيلم
- Nevafilm Emotion
- الشراكة المركزية  [لغات أخرى]‏/ باراماونت بيكتشرز

## سنغافورة
- Cathay Organisation

## صربيا
- Cinefest

## السويد
- والت ديزني ستوديوز موشن بيكشرز
- ليونزغيت إنترتاينمنت
- مترو غولدوين ماير
- Sandrew Metronome
- سونيت فليم  [لغات أخرى]‏
- سوني بيكتشرز إنترتينمنت
- سف ستوديوز  [لغات أخرى]‏
- المعهد السويدي للسينما
- تونتيث سينتشوري فوكس
- يونايتد إنترناشونال بيكتشرز
- وارنر برذرز

## المملكة المتحدة
- تونتيث سينتشوري فوكس
- آردمان انيمشنز
- كورزون ارتفكشنن اي  [لغات أخرى]‏
- Axiom Films
- Ayngaran International (سينما تاميلية only)
- والت ديزني ستوديوز موشن بيكشرز
- Cinema International Corporation (CIC)
- كولومبيا بيكتشرز
- إنترتينمت وان  [لغات أخرى]‏
- Diffusion Pictures
- Dogwoof Pictures
- إنترتينمت وان  [لغات أخرى]‏
- EMI Films (as a distributor, EMI operated under several names during its involvement in the film industry)
- Entertainment Film Distributors
- إروس إنترناشيونال
- Film Producers Guild
- فریمنتل  [لغات أخرى]‏
- General Film Distributors
- أيكون برودكشن
- Rank Film Distributors
- ليونزغيت إنترتاينمنت
- مترو غولدوين ماير
- Momentum Pictures
- New World Pictures
- Optimum Releasing
- باراماونت بيكتشرز
- Park Circus Ltd.  [لغات أخرى]‏
- باثى
- بوليغرامد فيلمد إنترتنمنت  [لغات أخرى]‏
- Rank Film Distributors
- Redbus Film Distribution
- Revolver Entertainment
- آر كي أو بيكتشرز
- Soda Pictures
- سمت إنترتاينمنت (from إنترتينمت وان  [لغات أخرى]‏)
- سوني بيكتشرز إنترتينمنت
- Tartan Films
- يونايتد آرتيست
- يونايتد إنترناشونال بيكتشرز
- يونيفرسال ستوديوز
- شركة والت ديزني
- Warner-Pathé Distributors Ltd.  [لغات أخرى]‏

## الولايات المتحدة
- إيه 24
- معهد الفيلم الأمريكي (AFI)
- مونوغرام بيكشرز
- أميركان إنترناشيونال بيكشرز
- Anchor Bay Entertainment
- Anywhere Road
- Associated Artists Productions
- Astor Pictures
- Avco Embassy Pictures
- Biograph Studios
- Brain Damage Films
- مجموعة كانون
- سي بي إس فيلمز  [لغات أخرى]‏
- سينما
- Cinerama Releasing Corp.  [لغات أخرى]‏
- كولومبيا بيكتشرز
- Continental Distributing (A Division Of Walter Reade-Sterling Inc.)  [لغات أخرى]‏
- Distributors Corporation of America (DCA)
- Dominant Pictures Corporation
- Eagle Lion Films Inc.  [لغات أخرى]‏
- Eagle Lion Classics Inc.  [لغات أخرى]‏
- Embassy Pictures
- Eternal Pictures
- Fairway Film Alliance
- باراماونت بيكتشرز
- باراماونت بيكتشرز
- FilmBuff
- First Run Features
- First Independent Pictures
- فيرست ناشيونال
- Fortune Features
- تونتيث سينتشوري فوكس
- Gaumont British Picture Corp. of America  [لغات أخرى]‏
- Genius Products
- Global Film Initiative
- صمويل غولدوين
- Grand National Pictures
- Hallmark Productions
- هال روتش
- Hannover House
- Howco Productions/Howco-International Pictures  [لغات أخرى]‏
- آي إف سي فيلمز
- Janson Media
- Janus Films
- KDK Factory
- Kinemacolor
- Koch-Lorber Films
- Liberty Films
- ليونزغيت إنترتاينمنت
- روبرت إل. ليبرت
- Lopert Films
- ماغنوليا بيكتشرز
- Majestic Pictures
- Mascot Pictures
- Maxim Media Marketing, Inc.
- مترو غولدوين ماير (MGM)
- مترو غولدوين ماير
- هاري إس. ويب
- أوسكار ميشو
- ميليستون فيلمز  [لغات أخرى]‏
- ألكيمي
- مونوغرام بيكشرز
- موتوال فيلم
- ميرياد بيكتشرز  [لغات أخرى]‏
- ميوزيك بوكس فيلمز [الإنجليزية]
- N. T. A. Pictures Inc./Republic Pictures  [لغات أخرى]‏ (#2)
- نيوماركت فيلمز
- فرانك نورتن
- Overture Films
- Pacific International Enterprises
- Palm Pictures
- باراماونت بيكتشرز
- باثى
- Peter Rodgers Organization (PRO)
- Phaedra Cinema
- Phase 4 Films
- Picturehouse
- Powers Pictures Inc.  [لغات أخرى]‏
- Prizma Color  [لغات أخرى]‏
- Pro-Active Entertainment Group
- Producers Distributing Corporation (PDC)
- Producers Releasing Corporation (PRC)
- آر كي أو بيكتشرز
- Rank Film Distributors of America Inc.  [لغات أخرى]‏
- Realart Pictures
- ريببلك بيكتشرز (#1)
- رودسايد أتراكشنز
- روك نايشن
- Rogue Arts
- Rogue Pictures  [لغات أخرى]‏
- إس تي إكس إنترتينمنت
- شركة صامويل غولدوين
- روبرت إل. ليبرت
- شركة سلزنك للأفلام
- The Solax Company
- Sono Art-World Wide Pictures
- سوني بيكتشرز إنترتينمنت
- Strand Releasing
- Stryker Entertainment
- Striped Entertainment
- التصوير بالألوان
- Thanhouser Company
- شركة وينشتاين
- THINKFilm
- تيفاني بيكتشرز  [لغات أخرى]‏
- Trans-Lux
- Transatlantic Pictures
- Troma Entertainment  [لغات أخرى]‏
- تونتيث سينتشوري فوكس
- تونتيث سينتشوري فوكس
- شركة يونيفيرسال فيلم
- يونايتد آرتيست
- يونيفرسال ستوديوز
- Victory Pictures Corporation
- Vitagraph Studios
- Vitaphone
- والت ديزني ستوديوز موشن بيكشرز
- وارنر برذرز
- Western Film Exchange
- Women Make Movies
- World Wide Motion Pictures Corp.
- World Wide Pictures Inc.
- Yari Film Group
- Zeitgeist Films